# Никитовское месторождение ртути
Ники́товское месторождение ртути — скопления ртутных руд в районе города Горловка, у станции Никитовка на территории Украины (с 2014 года контролируется ДНР). Месторождение связано со сводом Горловской антиклинали.

## Описание
В месторождении выделены четыре рудные зоны:
- Чагарницкая
- Софиевская
- Чёрнокурганская
- Бермутская

Многоярусные оруденения имели вертикальный разрез до 2000 метров.
Основной рудный минерал — киноварь.
Второстепенные рудные минералы: антимонит, арсенопирит, висмутин, пирит, халькопирит, галенит и сфалерит, реже — реальгар.

## История
Месторождение известно с 1879 года, эксплуатируется с 1886 года. Руду перерабатывали на Никитовском ртутном комбинате. В связи с распадом СССР и упадком экономики месторождение было законсервировано и не эксплуатировалось с 1991 по 2001 год. С 2001 года ртутный комбинат частично возобновил работу, однако в 2014 году в связи с боевыми действиями вновь был остановлен.